# Каульбах, Георг
Георг Каульбах (нем. Georg Kaulbach; 22 марта 1866, Шиллен, Восточная Пруссия — 29 августа 1945, Граль-Мюриц) — немецкий художник-импрессионист.

## Биография
Георг Каульбах родился в Восточной Пруссии в деревне Шиллен между городами Тильзит и Инстербург. Его отец, как считается[кем?], был дальним родственником Вильгельма фон Каульбаха, но тем не менее Георг Каульбах обычно не считается членом династии художников Каульбах.
С 1884 по 1888 год он учился живописи в Кёнигсбергской академии художеств, где его преподавателями были Карл Штеффек, Макс Шмидт и Эмиль Нейде. Затем с 1889 по 1890 год он учился в Академии художеств Карлсруэ у Густава Шёнлебера.
После окончания обучения Каульбах совершил путешествие в Россию, а в 1896 году вернулся в Кёнигсберг, где стал работать как художник-портретист. Однако уже в следующем 1897 году он переехал в Кёльн, где вынужден был работать в фотоателье, затем долго болел, а в годы Первой мировой войны, по совету врачей, поселился в Гельсдорфе, в пригороде Ростока.
Здесь он снова приступил к своему художественному творчеству. В 1922 году он был одним из соучредителей Мекленбургского Союза художников. В 1920-х годах он провел некоторое время в Мюнхене, где сотрудничал со своим другом юности, художником и производителем красок Фрицем Берендтом, а также с галереей Хайнеман.
Георг Каульбах скончался в 1945 году в доме престарелых в Граль-Мюрице недалеко от Ростока. В 1947 году его именем в Ростоке была названа улица.
На картинах Каульбаха в импрессионистской манере запечатлены песчаные дюны и леса Ростокского взморья, а также дымящие трубами вокзалы, доменные печи и фабрики Рейнских земель.

## Галерея
- Песчаные дюны
- Пейзаж
- Осенний пейзаж
- Пейзаж
- Граль-Мюриц. Песчаные дюны на ярком солнце
- Пейзаж с молом
- Георг Каульбах. Северо-немецкий пейзаж